# James Clark (Kentucky)
James Clark (16 de Janeiro de 1779-27 de setembro de 1839) foi um político estadunidense do século XIX em todas as três regionais do governo do Kentucky e na Câmara dos Representantes. Sua carreira política começou na Câmara de Kentucky em 1807. Em 1810, foi nomeado para a corte de Apelações de Kentucky, onde atuou por dois anos antes de renunciar para concorrer por uma vaga na Câmara dos rpresentantes dos EUA. Exerceu dois mandatos nesta, demitindo-se em 1816.
Clark aceitou a nomeação para o Tribunal Maior de Bourbon e do Condado de Clark, em 1817. Foi nessa qualidade que ocorreu o evento mais decisivo de sua carreira. Em 1822, ele não concedeu moratória de uma dívida no caso de Williams V. Blair que pretendia suspender a obrigação dos contratos. Sua decisão era impopular para o Legislativo, que condenou a decisão e convocou Clark para defender-se perante eles. Uma tentativa pelo legislativo para removê-lo do cargo ficou aquém da maioria necessária de dois terços. No ano seguinte, o Tribunal de Apelações do Kentucky confirmou decisão de Clark. Em retaliação, o legislador tentou acabar com o Tribunal e criar um novo mais simpático para seus pontos de vista. Este evento e suas consequências tornou-se conhecido como a controvérsia do "velho Tribunal" e do "novo Tribunal".
Em 1825, Clark foi eleito para ocupar a vaga no Congresso pela ascensão de Henry Clay ao cargo de Secretário de Estado. Ele permaneceu até 1831, mas não procurou a reeleição naquele ano. Ele tornou-se ativo organizador do partido Whig em Kentucky e foi recompensado por seus esforços sendo escolhido como candidato do partido para governador em 1836. Ele ganhou a eleição em razão de uma plataforma ambiciosa de governo, mas exerceu apenas parte de seu mandato. A realização mais significativa de Clark como governador foi garantir a criação de um conselho estadual de educação e o estabelecimento de escolas públicas em cada condado no estado. Clark morreu no cargo em 1839. Sua propriedade, Holly Rood, foi listada no registro nacional de lugares históricos em 1974.

## Infância e família
Filho de Robert e Susannah (Henderson) Clark nasceu em 16 de Janeiro de 1779, perto de Picos de Lontra, no Condado de Bedford, Virgínia. Em 1794, a família mudou-se para o Condado de Clark, Kentucky, onde Clark foi educado pelo Dr. James Blythe (que mais tarde tornou-se professor da Universidade da Transilvânia) e estudou na Pisgah Academy no Condado de Woodford. Clark, em seguida, foi para a Virgínia, onde estudou direito com seu irmão, Christopher. Foi aceito na atividade advocatícia em 1797. Viajou brevemente para Vincennes, Indiana e St. Louis, procurando um lugar para advogar, mas não encontrou algum que lhe conviesse, então voltou para Kentucky e iniciou a prática em Winchester.
Clark se casou com Susan Forsythe em 2 de julho de 1809 e o casal teve quatro filhos. Susan Clark morreu em 1825. Em 3 de março de 1829, James Clark casou-se com uma viúva chamada Margaret Buckner Thornton em Washington, D.C. A segunda esposa de Clark morreu em 15 de agosto de 1836, poucos dias após ter sido eleito governador.

## Carreira política
Clark foi eleito para dois mandatos consecutivos na Câmara dos Representantes de Kentucky em 1807 e 1808. Em 29 de março de 1810, foi nomeado para o Tribunal de Apelações do Kentucky e permaneceu nesta função até sua renúncia em 1812. Foi eleito como Democrata-Republicano para a Câmara dos Representantes em 1812. Ele licenciou-se em 18 de abril de 1816 e em agosto de 1816 renunciou ao mandato para aceitar uma nomeação como um juiz da Corte Maior.

### Decisão no casoWilliams versus Blair
De 1817 a 1824, Clark atuou no Tribunal Pleno para condados de Clark e Bourbon. Na causa de Williams versus Blair em 1822 declarou inconstitucional uma lei que permitia devedores escaparem da falência através de moratória de suas dívidas. Ele alegou que a lei "prejudicava a obrigação dos contratos" violando a garantia de cumprimento de cláusulas contratuais protegida pela constituição dos Estados Unidos. Esta decisão foi de acordo com semelhante decisão do Supremo Tribunal Federal de Dartmouth College versus Woodward, na mesma época.
A decisão de Clark ocasionou uma moção de condenação da Assembleia Geral da Kentucky. Ele foi convocado a comparecer perante o poder legislativo, mas optou por responder aos seus adversários por escrito. Indignado, o legislativo tentou removê-lo do tribunal, mas a votação de 59 contra para 35 favoráveis ficou aquém da maioria necessária de dois terços. Em outubro de 1823, a decisão de Clark foi confirmada pelo Tribunal de Apelações de Kentucky. Essa decisão desencadeou a controvérsia do "Velho Tribunal" e do "Novo Tribunal", no qual o legislativo tentou abolir a corte de apelações e substituí-lo por um tribunal mais simpático.
Em 1825, Clark foi escolhido para ocupar vaga na Câmara dos Representandes deixada pela elevação de Henry Clay, Secretário de estado. Ele foi reeleito duas vezes e presidiu o Comitê sobre territórios. Ele se recusou a indicação em 1831.
Clark, em seguida, foi eleito para o Senado do Estado de Kentucky exercendo entre 1832 e 1835. Foi membro do Comitê de melhorias internas. Após a morte do governador John Breathitt, em 1834, o vice-governador J. Morehead foi elevado para governador. O cargo de vice-governador, ficou vacante, o Senado não tinha ninguém oficialmente presidindo. Em 1835, Clark foi eleito Presidente do Senado e presidiu na ausência do James Turner Morehead (Kentucky).

### Governador de Kentucky
Clark ajudou a organizar o partido Whig em Kentucky, e como recompensa, ele foi escolhido como candidato do partido para governador em
1836. Ele ganhou a disputa eleitoral, derrotando o democrata Matthew Flournoy com diferença de votos de 38.587 para 30.491. Em seu primeiro mandato para governador, esboçou uma ambiciosa agenda de reformas, incluindo o estabelecimento de um sistema de escola pública, reforçando o cargo de auditor do Estado e luta contra um aumento da criminalidade. Acreditando que os bancos deviam cumprir invariavelmente suas responsabilidades, ele determinou que os bancos estatais não suspendessem pagamentos em espécie. Ele tinha forte convicção sobre o direito de possuir escravos e incentivou Ohio, Indiana e Illinois para cooperar no retorno de escravos fugitivos.
O legislativo atendeu algumas solicitações de Clark. Eles adicionaram um segundo auditor no cargo de auditor do estado e deram maior critério para comissão do fundo de amortização de dívidas do estado. Criaram um conselho estadual de educação e gabinete do superintendente do estado. Eles também criaram  a Escola de Comissários do Condado em cada um deles. Em resposta a suas observações sobre a propriedade de escravos, o legislador estabeleceu leis aumentando a recompensa para a apreensão de um escravo fugitivo e tornando ilegal para os proprietários de diligência permitir seu uso ou orientação para fuga de escravos. No entanto, recusaram-se a restringir a publicação e propagação de propaganda abolicionista no estado, como o Clark havia pedido. Porém eles ignoraram a maioria das suas recomendações em outras áreas. Clark financiou melhorias internas no estado através da venda de títulos públicos.
Clark morreu no cargo em 27 de agosto de 1839. Ele foi enterrado em um cemitério privado perto de sua casa, em Winchester, Kentucky. A casa foi listada no registro nacional de lugares históricos em 13 de junho de 1974.

## Ler mais
- Morton, Jennie C. (setembro de 1904). «Governor James Clark». The Register of the Kentucky Historical Society (em inglês). 2 (6): 9–12

## Fonte da tradução
- Este artigo foi inicialmente traduzido, total ou parcialmente, do artigo da Wikipédia em inglês cujo título é «James Clark (Kentucky)».